# Phytolopsis punctata
Phytolopsis punctata es una especie de serpientes de la familia Homalopsidae y del género monotípico Phytolopsis.

## Distribución geográfica yhábitat
Es endémica de Malasia Peninsular y de las islas mayores de la Sonda: Java, Sumatra, Borneo, Bangka y Belitung (Indonesia, Brunéi y Malasia).